# Frank Moser
Frank Moser (ur. 23 września 1976 w Baden-Baden) – niemiecki tenisista.

## Kariera tenisowa
Karierę zawodową rozpoczął w 2001 roku, skupiając się na grze podwójnej.
W turniejach rangi ATP World Tour odniósł 1 zwycięstwo, w lutym 2013 roku w San José, w parze z Xavierem Malissem. W finale pokonali 6:0, 6:7(5), 10–4 Lleytona Hewitta i Marinko Matoševicia. Dodatkowo Moser osiągnął 3 finały zawodów ATP World Tour.
Najwyżej w rankingu singlistów był na 288. miejscu (18 sierpnia 2003), a w zestawieniu deblistów na 47. pozycji (21 maja 2012).

### Finały w turniejach ATP World Tour
| Legenda                                      |
| -------------------------------------------- |
| Wielki Szlem                                 |
| Igrzyska olimpijskie                         |
| Tennis Masters Cup / ATP Finals              |
| ATP Masters Series / ATP Tour Masters 1000   |
| ATP International Series Gold / ATP Tour 500 |
| ATP International Series / ATP Tour 250      |

#### Gra podwójna (1–3)
| Końcowy wynik | Nr | Data            | Turniej     | Nawierzchnia  | Partner            | Przeciwnicy                      | Wynik finału      |
| ------------- | -- | --------------- | ----------- | ------------- | ------------------ | -------------------------------- | ----------------- |
| Finalista     | 1. | 2 sierpnia 2009 | Los Angeles | Twarda        | Benjamin Becker    | Bob Bryan Mike Bryan             | 4:6, 6:7(2)       |
| Finalista     | 2. | 24 lipca 2011   | Atlanta     | Twarda        | Matthias Bachinger | Alex Bogomolov Jr. Matthew Ebden | 6:3, 5:7, 8–10    |
| Finalista     | 3. | 19 lutego 2012  | San José    | Twarda (hala) | Kevin Anderson     | Xavier Malisse Mark Knowles      | 4:6, 6:1, 5–10    |
| Zwycięzca     | 1. | 17 lutego 2013  | San José    | Twarda (hala) | Xavier Malisse     | Lleyton Hewitt Marinko Matošević | 6:0, 6:7(5), 10–4 |